# Gros-Chastang
Gros-Chastang är en kommun i departementet Corrèze i regionen Nouvelle-Aquitaine i de centrala delarna av Frankrike. Kommunen ligger  i kantonen La Roche-Canillac som tillhör arrondissementet Tulle. År 2022 hade Gros-Chastang 184 invånare.

## Befolkningsutveckling
Antalet invånare i kommunen Gros-Chastang
Referens:INSEE